# کاسیگلوک (آلاسکا)
کاسیگلوک (به انگلیسی: Kasigluk) شهری در ناحیه سرشماری بتل ایالت آلاسکا است که جمعیت آن در سرشماری سال ۲۰۰۰ میلادی ۵۴۳ نفر بوده‌است.